# 경성제국대학 축구부
경성제국대학 축구부는 일제강점기 때 있었던 경성제국대학에서 운영한 축구단이다. 성대축구라는 이명으로 불리기도 했으며, 박정휘가 이곳을 다니면서 만주로의 원정 등 활발히 활동한 것으로 보인다.